# Satterleigh and Warkleigh
 (mai 2023).
Satterleigh and Warkleigh est une paroisse civile du Devon, située dans le sud-ouest de l'Angleterre. 